# コットン・ボウル
コットン・ボウル（Cotton Bowl）は、アメリカ合衆国テキサス州ダラスのフェア・パークにある屋外球技場。1930年、ステート・フェア・オブ・テキサスの会場であるフェア・パークの名から「フェア・パーク・スタジアム」として開業した。
長年、カレッジフットボールのポストシーズンのボウル・ゲームで当球場名から名付けられた「コットン・ボウル・クラシック」が開催されていた。1937年の元日に開幕し、2009年まで73回行なわれ、2010年1月にテキサス州アーリントンの新たなAT&Tスタジアムに移行した。開設当初から続くオクラホマ大学とテキサス大学オースティン校が対戦する伝統の一戦「レッド・リバー・シュートアウト」や、「ファースト・レスポンダー・ボウル」なども行なわれる。
過去には南メソジスト大学マスタングス(NCAA)、ダラス・カウボーイズ(NFL、1960年–1971年)、ダラス・テキサンズ(NFL、1952年)、ダラス・テキサンズ(AFL、1960年–1962年)など多くのフットボールの本拠地としても使用されていた。サッカー・チームではダラス・トルネード (NASL、1967年–1968年)、バーン/FCダラス (MLS、バーン：1996年–2002年、FCダラス：2004年–2005年)も本拠地としていた。1994年のFIFAワールドカップの9つの会場の1つとしても使用された。2022年現在、プロ・チームも大学チームも拠点としていない球場としては全米最大収容人数となっている。
1940年代後半、南メソジスト大学フットボール・チームのランニングバックであったドーク・ウォーカーによる集客が膨大であったことから「"The House That Doak Built"」(ドークが建てた家)と呼ばれるようになった。
1967年1月1日、当球場で行なわれたNFL決勝戦でカウボーイズはグリーンベイ・パッカーズと対戦した。前日の1966年12月31日、南メソジスト大学とジョージア大学が対戦するコットン・ボウル・クラシックが行なわれていたため、球場準備が急務であった。両試合共75,054名の客席を満席にしたが、負けてしまった。
1970年、人工芝を導入したが、1993年にFIFAワールドカップの準備の際に取り外された。フィールドの標高は海抜約450フィート (140 m)である。

## 歴史
1930年、木製のフットボール球場フェア・パーク・スタジアムの跡地に、同名の新たなフェア・パーク・スタジアムの建設が始まった。年内に完成し、1930年10月、ダラス地区の高校同士の試合が新フェア・パーク・スタジアムの初試合となった。現在の球場の半分以下の規模となる当初の球場の建設費用は$328,000で収容人数45,507であった。1936年、公式に「コットン・ボウル」と改名した。
1948年、西側に2階席が追加され、収容人数は67,000名に増加した。翌1949年、東側に2階席が追加され、収容人数は75,504に増加した。これらの増設は、南メソジスト大学フットボール・チームのハーフバックのドーク・ウォーカーの試合を見たいというファンの要求に応えたものであり、これによりコットン・ボウルは「"The House That Doak Built"」(ドークが建てた家)として知られるようになった。この時、上部構造も同時に建設され、独特なファサードが設置された。1968年、背もたれ可動な椅子が導入され、収容人数は72,032人に減少した。1970年、アストロターフ芝が導入され、1993年まで使用された。
1950年、テキサスリーグの初日集客の記録を破るため、リチャード・バーネットは当時75,000名を収容するコットン・ボウルでの試合の許可を得た。集客のために元スター選手たちがダラス・イーグルスのユニフォームを着用し、1回表でオクラホマ州タルサの打者と対戦させようとした。ダラス・イーグルスの監督チャーリー・グリム以外の元スター選手のほとんどがこのアイデアに否定的であった。アメリカ野球殿堂入りの第1号選手の一人であったタイ・カッブがダラス入りに同意すると、他の元スター選手たちも追随した。試合に先立ち、ダラスのダウンタウンでパレードが行なわれた。ディジー・ディーンは、タイ・カッブ、ミッキー・カクレーン、フランク・ベーカー、トリス・スピーカーらがダラスに一堂に会したことを喜んだ。タイ・カッブはまだ打力があることを示すためだけに何度も客席にボールを打ち、54,151名の観客を大いに沸かせた。キルゴア・カレッジのマーチング・バンドが試合前に演奏した。テキサス州知事アラン・シヴァースが始球式を行なった。イーグルスの守備はレフトにダフィー・ルイス、センターにタイ・カッブ、ライトにテキサス出身トリス・スピーカー、サードにフランク・ベーカー、ショートにトラビス・ジャクソン、セカンドにチャーリー・ゲーリンジャー、ファーストにチャーリー・グリム監督、キャッチャーにミッキー・カクレーン、ピッチャーに元ヒューストン・バッファローズのディジー・ディーンがついた。タルサのトップバッターのハリー・ドナビディアンを3-2カウント、その後ダラスの現役選手が登板した。ディーンは抗議に巻き込まれ、退場となった。テキサスリーグ史上最大の集客となり、マイナーリーグ史上2番目の集客となっている。
1994年のFIFAワールドカップでは6試合が行なわれた。FIFAの規定に合わせ、フィールドを広く、報道室を大きくし、天然芝を再び導入した。以来、天然芝のままである。収容人数は再び減少し、1994年は71,615名、1996年は68,252名となった。1993年、CONCACAFゴールドカップの試合も行なわれた。
2000年代、オクラホマ大学とテキサス大学オースティン校のフットボール・チームが再び優勢となり、その対戦および当球場が再び注目されるようになった。両エンドゾーンに臨時席が設けられ、収容人数は68,000名から90,000名に増加した。2006年11月、ダラス市とステート・フェア・オブ・テキサスは長年の5千万ドルの改修計画にようやく合意し、うち3千万ドルは市債で賄われることとなった。2007年4月、これにより両校は2015年までコットン・ボウルで試合することを契約し、老朽化した当球場の改修改善のため両校で5,700万ドルを支払うこととなった。2008年10月11日、レッド・リバー・ショウダウンが開催された。
2008年の改修により、主に2階席を完成させ収容人数が68,252名から92,100名に増加し、新たな報道およびVIP施設の設置、新たなスコアボードやビデオ・スクリーンの設置、トイレや売店の改善、照明や配管の改良、全席交換などが行なわれた。2009年のレッド・リバー・ショウダウンでは最大の96,009名が訪れた。
コットン・ボウル・クラシックがボウル・チャンピオンシップ・シリーズに加入することを念頭に改修が行なわれていた。しかし2009年以降、コットン・ボウル・クラシックがその名の由来となった球場に留まり続けることはできなかった。温暖なダラスであっても1月の寒さは厳しい時もあり、コットン・ボウル・クラシックの長年の課題であった。そのため改修が行なわれてもボウル・チャンピオンシップ・シリーズに加入の見込みはほぼないとされていた。コットン・ボウル・クラシックがAT&Tスタジアムに移行し、カレッジフットボール・プレーオフの「ニューイヤーズ・シックス」に数えられるようになった。
2020年1月1日、コットン・ボウルにてNHLウィンター・クラシックのアイスホッケーの試合が開催され、ダラス・スターズとナッシュビル・プレデターズが対戦し、85,000名以上が観戦した。

## 用途
開業以降、様々なスポーツで多くのチームが使用しており、大学の試合を年間3つ開催している。また「テキサス・ジャム」など大規模なコンサートも行なわれている。

### アメリカン・フットボール

#### コットン・ボウル・クラシック

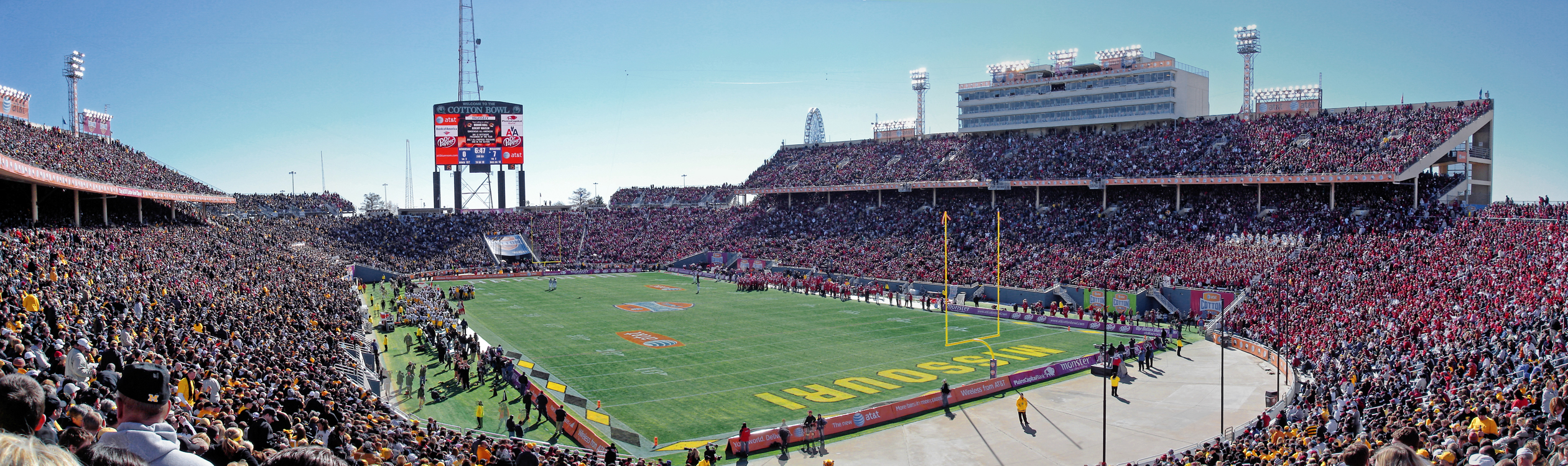
2008年、コットン・ボウル・クラシックのミズーリ大学コロンビア校とアーカンソー大学の対戦のパノラマ

1937年から2009年、NCAAのディヴィジョン1のボウル・ゲームであるコットン・ボウル・クラシックが行なわれた。2010年、コットン・ボウル・クラシックはアーリントンにできたAT&Tスタジアムに移行した。1941年から1994年、サウスウエスト・カンファレンスの優勝チームが出場していたが、1997年のビッグ12カンファレンスの最初のポストシーズンで、準優勝のチームとサウスイースタン・カンファレンスのチームがコットン・ボウル・クラシックで対戦するようになった。

#### ダラス・テキサンズ(NFL)
1952年、テキサス初のプロ・フットボール・チームとしてNFLのダラス・テキサンズが誕生したが、資金不足と成績不振により1年で撤退した。コットン・ボウルで4試合開催した後に倒産してリーグに買収され、ペンシルバニア州ハーシーを拠点とする巡業チームとしてシーズンを終了した。

#### ダラス・カウボーイズ
1960年のチーム設立から1971年の12シーズン、ダラス・カウボーイズがコットン・ボウルを本拠地としていた。1966年、カウボーイズとグリーンベイ・パッカーズのNFL決勝戦がコットン・ボウルで開催された。1971年、最初のホームゲーム2試合をコットン・ボウルで開催した後、10月24日、アーヴィングにテキサス・スタジアムを開業した。

#### ダラス・テキサンズ(AFL)
1960年から1962年の3シーズン、AFLのダラス・テキサンズが、NFLのダラス・カウボーイズと共に本拠地としていた。1962年、AFL決勝戦にテキサンズが出場した後、オーナーのラマー・ハントはフランチャイズをミズーリ州カンザスシティに移行し、「チーフス」と改名した。

#### ファースト・レスポンダー・ボウル
2011年1月から毎年、カレッジフットボールのファースト・レスポンダー・ボウルの本拠地となっている。当初は仮称「ダラス・フットボール・クラシック」と呼ばれていたが、チケットシティ社が冠スポンサーとなり、最初の2試合は「チケットシティ・ボウル」となった。2012年12月4日からの8シーズン、名称は「ハート・オブ・ダラス・ボウル」となり、2018年のシーズンから「ファースト・レスポンダー・ボウル」となった。2019年、2020年1月1日のNHLウィンター・クラシックの準備のために一時的にテキサス州ユニバーシティ・パークにある南メソジスト大学のジェラルド・J・フォード・スタジアムに場所を移した。
2011年のビッグ12カンファレンス、2012年のカンファレンスUSA、2011年と2012年のビッグ・テン・カンファレンスと共にボウル・ゲームが行なわれた。2011年の初試合ではテキサス工科大学がノースウェスタン大学を45対38で打ち破った。

#### レッド・リバー・ライバルリー

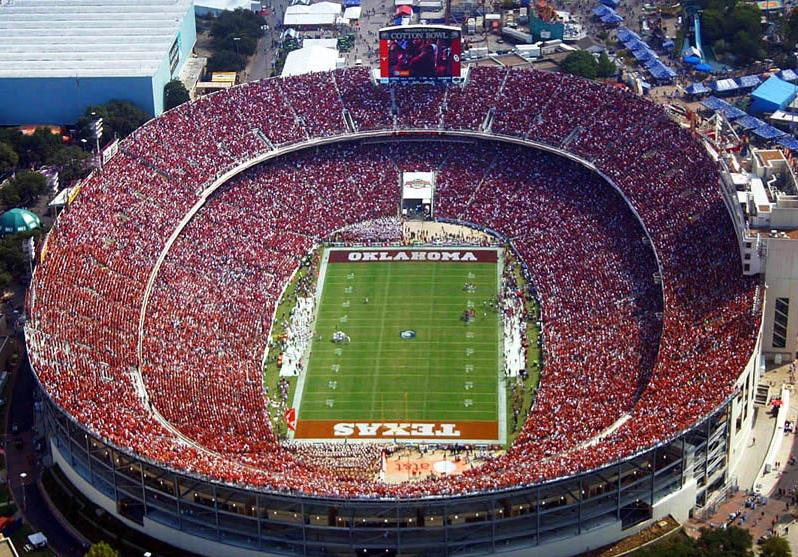
2010年のレッド・リバー・ライバルリー

毎年、オクラホマ大学とテキサス大学オースティン校のカレッジフットボールの試合が、ステート・フェア・オブ・テキサス開催中にどちらの大学の球場でもなくコットン・ボウルで開催される。2005年までは「レッド・リバー・シュートアウト」と呼ばれていた。入場券枚数は2校で等分され、50ヤードの線で客席が分けられる。2022年現在、テキサス大学は63勝50敗5引き分けとなっている。

#### 南メソジスト大学
1932年から1978年、1995年から1999年の2回、南メソジスト大学のフットボール・チームの本拠地となっていた。1930年代から1940年代にかけて自校の球場であるオウンビー・スタジアムの2倍のサイズがあったため、ホームゲームを徐々にコットン・ボウルに移行していった。1948年、ドーク・ウォーカーの人気により、恒久的にコットン・ボウルを本拠地とした。その後1978年、南メソジスト大学はテキサス・スタジアムに本拠地を移した。
1990年代、南メソジスト大学は数多くのリクルート違反によりNCAAからペナルティを受け、オウンビー・スタジアムで6年を過ごした。2000年、自校にジェラルド・J・フォード・スタジアムが完成して本拠地を移した。

#### ステート・フェア・クラシック

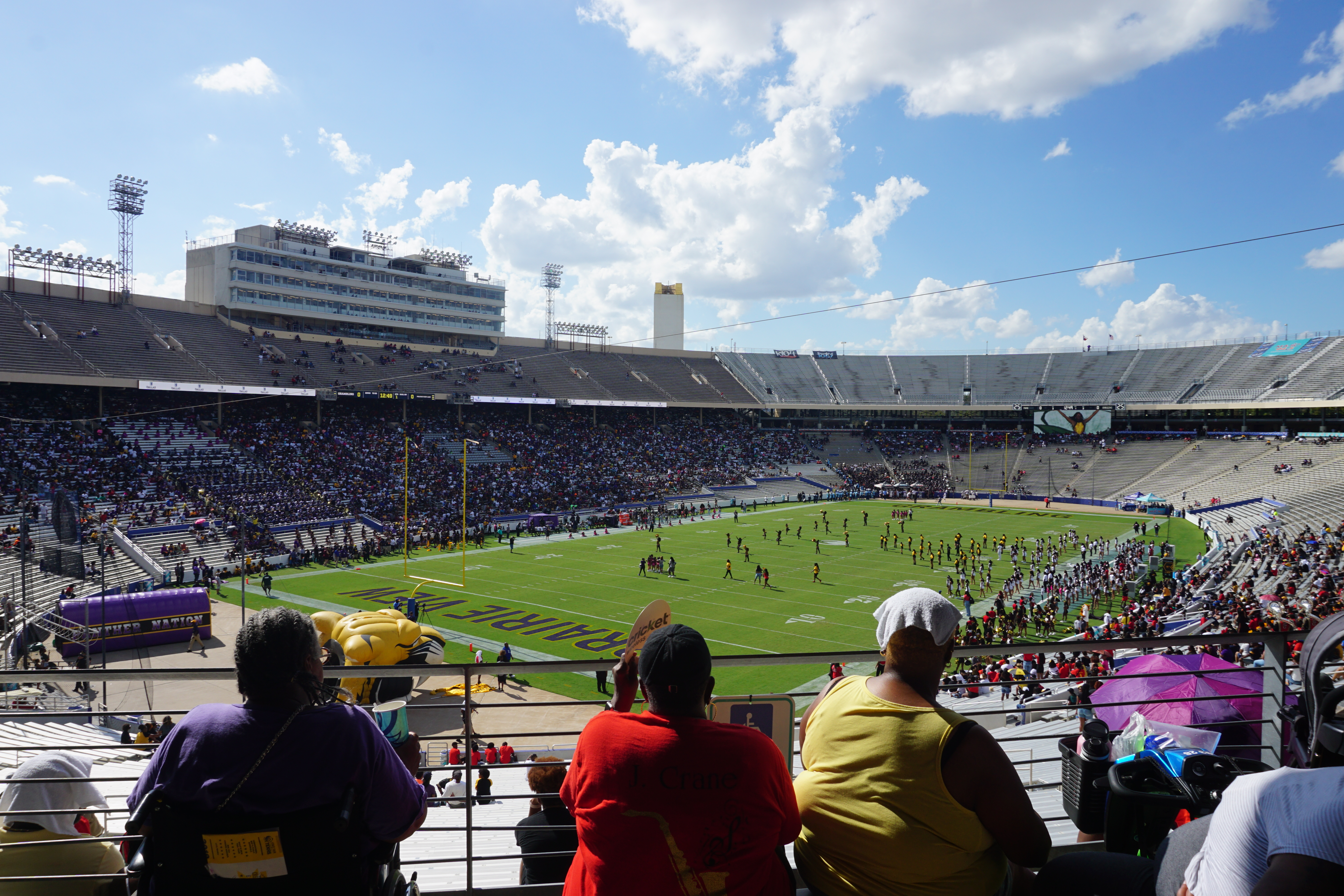
2019年、ステート・フェア・クラシックの試合前のコットン・ボウル

ステート・フェア・クラシックでグランブリング州立大学とプレイリー・ヴュウA&M大学がコットン・ボウルで対戦している。主にレッド・リバー・ライバルリーの前の週末に開催される。グランブリング州立大学はルイジアナ州北部、プレイリー・ヴュウA&M大学はテキサス州ヒューストンの北西約30マイル (48 km)に位置し、コットン・ボウルはほぼ中間地点となる。ハーフタイム・ショーでは「バトル・オブ・ザ・バンド」が行なわれ、試合自体より人気があるという説もある。ステート・フェア・クラシックはダラス・フォートワース複合都市圏で広く宣伝され、地元のヒップホップ・スタジオでアフリカ系アメリカ人に動員をかける。ステート・フェア・クラシックはNCAAディヴィジョン1フットボール決勝戦サブディヴィジョンのテキサス州で最大のフットボール・ゲームとなっている。

#### テキサス・ステート・フェア・クラシック・ショウダウン
2016年、テキサス・ステート・フェアはダラス市と共同で、2018年と2019年のステート・フェア期間中の試合の拡大を発表した。レッド・リバー・ライバルリーの週末の後、テキサス・サザン大学とサザン大学の試合が行なわれた。テキサス・サザン大学はヒューストン、サザン大学はルイジアナ州バトンルージュに位置し、コットン・ボウルはほぼ中間地点となる。この2校は長年サウスウエスタン・アスレチック・カンファレンス(SWAC)でライバル関係にあり、全米で両校のマーチング・バンドで知られている。

#### テキサス高校フットボール
長年、コットン・ボウルでテキサス州内の高校のフットボールの試合が開催されている。初期の頃、プレイオフや決勝戦に使われていた。1945年と1967年、州内の高校のフットボールで最大の観客数となった。2011年と2012年、ノース・テキサス・フットボール・クラシックでシーズンが開幕した。

#### パウダーパフ・フットボール
全米の各都市でパウダーパフ・フットボールのブロンド対ブルネットの試合が行なわれている。この試合の利益はアルツハイマー協会に寄付される。2008年にテキサス州の代議士ジョセフ・ヒュー・アレンがアルツハイマーで亡くなり、娘のサラ・アレン・アボットにより始められた。アボットはアルツハイマー協会への寄付を集める方法を模索し、長年のフットボール・ファンであった父に敬意を表しパウダーパフ・フットボールの試合を組織した。近年、試合は全米20都市以上で行なわれている。2012年、ダラス地区でのブロンド対ブルネットの人気の上昇により、さらに多くの収容人数のコットン・ボウルに移行した。

### サッカー

#### 1994年、FIFAワールド・カップ
| 日時          | 開始時間 (UTC−6) | チーム #1      | 得点 | チーム #2    | ラウンド   | 集客   |
| ------------- | ---------------- | -------------- | ---- | ------------ | ---------- | ------ |
| 1994年6月17日 | 18:30            | スペイン       | 2–2  | 韓国         | グループC  | 56,247 |
| 1994年6月23日 | 18:30            | ナイジェリア   | 3–0  | ブルガリア   | グループD  | 44,132 |
| 1994年6月28日 | 15:00            | ドイツ         | 3–2  | 韓国         | グループC  | 63,998 |
| 1994年6月30日 | 18:30            | アルゼンチン   | 0–2  | ブルガリア   | グループD  | 63,998 |
| 1994年7月3日  | 12:00            | サウジアラビア | 1–3  | スウェーデン | ラウンド16 | 60,277 |
| 1994年7月9日  | 14:35            | オランダ       | 2–3  | ブラジル     | 準々決勝   | 63,500 |

#### 2021年、 CONCACAFゴールド・カップ
| 日時          | 開始時間 (UTC−5) | チーム#1   | 得点 | チーム#2       | ラウンド  | 集客   |
| ------------- | ---------------- | ---------- | ---- | -------------- | --------- | ------ |
| 2021年7月14日 | 20:30            | グアテマラ | 0–3  | メキシコ       | グループA | 15,391 |
| 2021年7月18日 | 21:00            | メキシコ   | 1–0  | エルサルバドル | グループA | 45,792 |

2014年7月29日、インターナショナル・チャンピオンズ・カップ 2014でレアル・マドリードとASローマが対戦し1–0でローマが勝利した。また1994 FIFAワールドカップで6試合開催された。

#### 他の国際試合
| 日時          | チーム#1     | 得点 | チーム#2       | 集客   |
| ------------- | ------------ | ---- | -------------- | ------ |
| 1974年9月8日  | メキシコ     | 1–0  | アメリカ合衆国 | 22,164 |
| 1993年7月10日 | ジャマイカ   | 0–1  | アメリカ合衆国 | 11,642 |
| 1993年7月14日 | パナマ       | 1–2  | アメリカ合衆国 | 13,771 |
| 1993年7月17日 | ホンジュラス | 0–1  | アメリカ合衆国 | 16,348 |
| 1993年7月21日 | コスタリカ   | 0–1  | アメリカ合衆国 | 14,826 |
| 1994年3月26日 | ボリビア     | 2–2  | アメリカ合衆国 | 26,835 |
| 1995年3月25日 | ウルグアイ   | 2–2  | アメリカ合衆国 | 12,242 |
| 2004年4月28日 | メキシコ     | 0–1  | アメリカ合衆国 | 45,048 |

#### ダラス・トルネード
ダラス・トルネードの初期の頃の2シーズン、コットン・ボウルを本拠地としていた。初年度の1967年、ユナイテッド・サッカー・アソシエーションのフランチャイズで、1968年、北米サッカーリーグのメンバーとして、コットン・ボウルを本拠地とし、PCコブ・スタジアムに移行し、その後転々とした。15年間活動し、ダラスの球場計6カ所を使用したが、1981年のシーズンの後に解散した。

#### ダラス・バーン
1996年から2002年および2004年と2005年のシーズンに、MLSのダラス・バーン(2005年にFCダラスに改名)は最初の7シーズンにコットン・ボウルを本拠地とし、テキサス州フリスコの新たなピザ・ハット・パークに本拠地を移行した。

### アイスホッケー

#### NHLウィンター・クラシック
2020年1月1日、コットン・ボウルにてNHLウィンター・クラシックが開催された。ダラス・スターズとナッシュビル・プレデターズが対戦し、ダラス・スターズが4-2で勝利した。両リーム共ウィンター・クラシックに出場したのは初めてであった。アメリカ合衆国南部で初のNHLの屋外試合となった。集客は85,630名で、NHLで史上2番目に多い集客数となった。

### コンサート

#### 音楽
コットン・ボウルにて数多くの歴史的コンサートが開催されている。1956年10月11日、当時21歳のエルヴィス・プレスリーがコンサートを行ない、当時テキサス州最多の27,000名以上を集客した。
1978年7月、年に1度複数のアーティストが出演する大規模なコンサート「テキサス・ジャム」が開始し、8万人分のチケットが完売した。入場制限のため、自由席のチケット数を制限し、翌年以降は8万人分には届いていない。毎回主催者によりユニークなメジャー・アーティストが選ばれていた。著名なヘッドライナーにはエアロスミス、ハート、ディープ・パープル、ボストン、ジャーニー、テッド・ニュージェント、スコーピオンズ、ラヴァーボーイ、チープ・トリック、ヴァン・ヘイレン、ブルー・オイスター・カルト、サミー・ヘイガー、ナザレス、スティクス、フォガット、サンタナ、イーグルス、トライアンフなどがいる。
1988年夏、モンスターズ・オブ・ロック・ツアーでヴァン・ヘイレンがヘッドライナーを務めたのを最後にテキサス・ジャムは終了した。U2がポップマート・ツアー初日にコットン・ボウルで演奏した。
以降、大規模なコンサートとして使用されており、2004年、エリック・クラプトンがクロスロード・ギター・フェスティバルの最初の3日間にここで演奏した。
1975年7月6日、1981年10月31日、1981年11月1日、1989年11月10日および11日、1994年11月18日、2021年11月2日にローリング・ストーンズがコンサートを行なっている。

#### ドラム・コープス
1971年の退役軍人クラブ全米選手権、1991年のドラムコーインターナショナル世界選手権が開催された。

## ポピュラー・カルチャー
- 1977年の映画『タッチダウン』のフットボールの試合のシーンが撮影された。
- 1981年、『ダラス』のエピソードでJ.R.ユーイング(ラリー・ハグマン)がダスティ・ファーロウ(ジャレッド・マーティン)に会うシーンに球場が使用された。
- 1986年の映画『悪魔のいけにえ』で若い男性2人が球場に向かう途中で殺害される。
- 1980年代、ロック・バンドのジャーニーがミュージック・ビデオ2本を撮影した。
- 1987年6月20日のテキサス・ジャムに出演したロック・バンドのポイズンの「"I Won't Forget You"」のミュージック・ビデオの昼間のシーンが8万人の観客のいる球場で撮影された
- 1979年、ロック・バンドのラッシュがテキサス・ジャムで初コンサートをし、1984年にも出演した。
- 2009年、リアリティ番組『4th and Long』の大部分が球場で撮影された。
- 1984年、パラマウント・ピクチャーズのエミー賞受賞テレビ映画『The Jesse Owens Story』で1936年ベルリンオリンピックのベルリン・オリンピアシュタディオンのシーンを球場で撮影した。地元の旗製造会社が大きなナチの旗やバナーを作り、球場のロゴやステート・フェアに関わる物を覆い、1936年のドイツのベルリンの雰囲気を作り出した。
- 2010年、マクドナルドのコマーシャルが球場で撮影された。グリーンベイ・パッカーズのワイド・レシーバーだったドナルド・ドライバーが出演した。
- 2010年、『The Good Guys』のエピソード「"Dan on the Run"」のクライマックスが球場のシーンであった。
- 1984年から1988年の10月、WCCW主催のプロレスが開催された。
- 『'Friday Night Lights』の最終回でテキサス高校全米選手権でイースト・ディロン・ライオンズと戦った。